# Левков, Максим Архипович
Максим Архипович Левко́в (бел. Максім Архіпавіч Ляўкоў; 12 мая 1894, Ковали, Бобруйский уезд, Минская губерния, Российская империя — 29 октября 1937, Минск) — белорусский советский государственный и политический деятель. Секретарь ЦИК Белорусской ССР (1933—1937). Нарком юстиции Белорусской ССР (1931—1933). Генеральный прокурор Белорусской ССР (1931—1933). Председатель Центральной комиссии по делам бывших красногвардейцев и партизан.
С 1933 — секретарь ЦИК БССР . В 1932—1937 годах был членом ЦК Коммунистической партии Беларуси.

## Биография
Из крестьян. Участник Первой мировой и гражданской воен.
В годы гражданской войны принимал активное участие в организации партизанского движения в Белоруссии. С начала 1918 года был военный комиссар Рудобельской волости, руководил борьбой партизан против войск генерала И. Довбор-Мусницкого и немецких оккупантов в Бобруйском уезде. Один из организаторов Рудобельской партизанской республики.
С августа 1919 года служил в РККА.
Позже был военным комиссаром Бобруйского уезда, председателем Замошского волостного исполкома.
С 1929 года — на партийной работе. Работал в ЦК КП (б) Беларуси. С 1931 по октябрь 1932 года — народный комиссар юстиции и с 1931 по сентябрь 1933 года Генеральный прокурор Белорусской ССР, председатель Центральной комиссии по делам бывших красноармейцев и красных партизан.
С 1933 года — секретарь ЦИК Белорусской ССР. В 1932—1937 годах был членом ЦК Коммунистической партии Беларуси.
В 1937 году репрессирован и 28 октября того же года осуждён как «агент польской разведки и член национал-фашистской организации» и приговорён к высшей мере наказания — расстрелу с конфискацией имущества. Расстрелян в ходе т.н. «Ночи расстрелянных поэтов» 29 октября 1937 года.
Военной коллегией Верховного Суда СССР от 21.09.1957 г. приговор отменён и дело прекращено за отсутствием состава преступления. Реабилитирован посмертно.

## Награды
- Орден Красного Знамени (1928),
- Орден Трудового Красного Знамени (1932).